# منشور ملی فلسطین
منشور ملی فلسطین (عربی: الميثاق الوطني الفلسطيني، ۱۰ ژوئیه ۱۹۶۸)، تصمیمات، اصول و اهداف عربی فلسطینی را تأیید کرد، اولین کنفرانس فلسطینی در قدس در سال ۱۹۱۹ برگزار شد و به‌دنبال آن جلسات سالهای ۱۹۲۲، ۱۹۳۶و ۱۹۴۶ برگزار شد.

## تاریخچه
در ۲۸ مه ۱۹۶۴ شورای ملی فلسطین در اولین نشست خود در قدس منشور ملی فلسطین را منتشر کرد که بر اساس تصمیم‌گیری کنفرانسهای قبلی بود، و ایجاد سازمان آزادیبخش فلسطین را اعلام کرد.
در جلسه چهارم شورای ملی فلسطین، که در ۱۰ژوئیه ۱۹۶۸ در قاهره برگزار شد، آن را به نام منشور ملی فلسطین مورد تأیید قرار داد و موفق به کسب موافقت همه فلسطینی‌ها و بدون هر گونه مخالفت صورت گرفت. بر همین اساس به عنوان تنها منشور برنامه استراتژیک مشروع برای مبارزه مردم فلسطین و برای آزادی تمامیت فلسطین به حساب آمد. این بدان معنی بود که هر گونه اصلاح یا لغو هر یک از مواد آن نیاز به اجماع مردم فلسطین دارد که به تنهایی صاحب این حق است؛ و کس دیگری این حق را ندارد، هرکس و در هر منصبی که باشد، بدون مراجعه به اجماع مردم فلسطین، قابل قبول نیست.